# Melodije morja in sonca 2002
25. festival Melodije morja in sonca je potekal 21. in 22. junija 2002 v Avditoriju Portorož. Organizatorja festivala sta bila Avditorij Portorož in RTV Slovenija, ki je poskrbela za neposredni prenos obeh večerov.
Prvi revijski večer je bil posvečen retrospektivi festivala. Zapetih je bilo vseh 24 dotedanjih zmagovalnih skladb, in sicer v originalni izvedbi. Ob srebrnem jubileju Melodij morja in sonca so podelili posebne plakete oziroma priznanja ljudem, še posebej zaslužnim za nastanek, obstoj in razvoj festivala. Prejeli so jih: Berti Rodošek, Fanči Kuhar, Andrej Taušič, Feri Smola, Nino Spinelli, Mojmir Sepe, Slavko Ivančić, Danilo Kocjančič, Drago Mislej - Mef, Peter Juratovec in razvedrilni program Televizije Slovenija pod vodstvom odgovorne urednice Miše Molk.
Na drugem, tekmovalnem pop večeru pa se je predstavilo 20 novih skladb. O zmagovalcu je odločalo občinstvo v Avditoriju (1/2) in žirija 11 radijskih postaj (1/2). Večer sta povezovala Lorella Flego in Mario Galunič.
Zmagala je skupina Kingston s pesmijo Hotel Modro nebo.
| #   | Izvajalec               | Naslov pesmi               | Avtor glasbe     | Avtor besedila                    | Avtor aranžmaja         | Opombe                                                                                              |
| --- | ----------------------- | -------------------------- | ---------------- | --------------------------------- | ----------------------- | --------------------------------------------------------------------------------------------------- |
| 1.  | Tomaž Domicelj          | Spomin na Meri             |                  |                                   |                         | |
| 2.  | Tulio Furlanič          | Pokaži, kaj znaš           |                  |                                   |                         | |
| 3.  | By the Way              | Tebe ni                    |                  |                                   |                         | |
| 4.  | Johnny Bravo Band       | Film, ki ga rad imam       | Leon Oblak       | Leon Oblak                        | Marino Legovič          | |
| 5.  | Kalamari                | Me ne zanima               |                  |                                   |                         | |
| 6.  | Monika Pučelj           | Mene je strah              | Danilo Kocjančič | Drago Mislej                      | Marino Legovič          | |
| 7.  | Don Sergio & Il Padrino | Moja dobra vila            |                  |                                   |                         | |
| 8.  | Janez Zmazek - Žan      | Na dopustu                 |                  |                                   |                         | |
| 9.  | Frišni.com              | Pokliči me čez 300 let     | Nevio Miklavčič  | Vili Fabjančič                    | Taljub Lapanje          | |
| 10. | Pax                     | Fontana želja              |                  |                                   |                         | |
| 11. | No. 1                   | Ti pentirai                |                  |                                   |                         | |
| 12. | Alenka Godec            | Raje mi priznaj            | Aleš Klinar      | Alenka Godec Trontelj, Anja Rupel | Aleš Čadež, Aleš Klinar | Nagrada strokovne žirije za najboljšo izvedbo 2. mesto po mnenju občinstva                          |
| 13. | Vika Zore               | Besede                     |                  |                                   |                         | |
| 14. | Kingston                | Hotel Modro nebo           | Dare Kaurič      | Dare Kaurič                       | Zvone Tomac             | Zmagovalka MMS 2002 Zmagovalka žirije radijskih postaj                                              |
| 15. | Jasmina Cafnik          | Zakaj so poljubi           |                  |                                   |                         | |
| 16. | Polona                  | Naj živi                   | Miha Mihelčič    | Miša Čermak                       | Patrik Greblo           | Nagrada strokovne žirije za najboljšo pesem v celoti Nagrada strokovne žirije za najboljše besedilo |
| 17. | Plima                   | Ptice vetra                |                  |                                   |                         | |
| 18. | Folkrola                | Polna luna                 |                  |                                   |                         | |
| 19. | Ylenia Zobec            | Most                       | M. Marchesich    | Drago Mislej - Mef                | Patrik Greblo           | Nagrada strokovne žirije za najboljši aranžma                                                       |
| 20. | Faraoni                 | Ljubezen ni prišla še mimo |                  |                                   |                         | |

1. ↑  Strokovno žirijo so sestavljali Berti Rodošek (predsednik), Majda Suša, Primož Grašič, Majda Santin in Jernej Vene.